# إيناكي أغيلار
إيناكي أغيلار (بالإسبانية: Iñaki Aguilar)‏ هو لاعب كرة الماء إسباني، ولد في 9 سبتمبر 1983.

## وصلات خارجية
- إيناكي أغيلار على موقع الاتحاد الدولي للسباحة (الإنجليزية)
- إيناكي أغيلار على موقع اللجنة الأولمبية الدولية (الإنجليزية)
- إيناكي أغيلار على موقع أوليمبيديا (الإنجليزية)